# 66
Glej tudi: število 66
66 (LXVI) je bilo navadno leto, ki se je po julijanskem koledarju začelo na sredo.

## Dogodki
- 1. januar

## Smrti
- Petronij, rimski pisec (* ok. 27)